# Villeneuve-les-Corbières
Villeneuve-les-Corbières (okzitanisch Vilanòva de las Corbièras) ist eine französische Gemeinde mit 252 Einwohnern (Stand 1. Januar 2022) im Département Aude in der Region Okzitanien. Die Einwohner der Gemeinde werden Villeneuvois genannt.

## Lage
Villeneuve-les-Corbières liegt in der geographischen Region Corbières. Das Gemeindegebiet ist Teil des Regionalen Naturparks Corbières-Fenouillèdes.
Ein Teil der landwirtschaftlichen Flächen dient dem Weinbau, die Weinberge liegen innerhalb der geschützten Herkunftsbezeichnungen Corbières, Muscat de Rivesaltes, Rivesaltes und Fitou.

## Weblinks

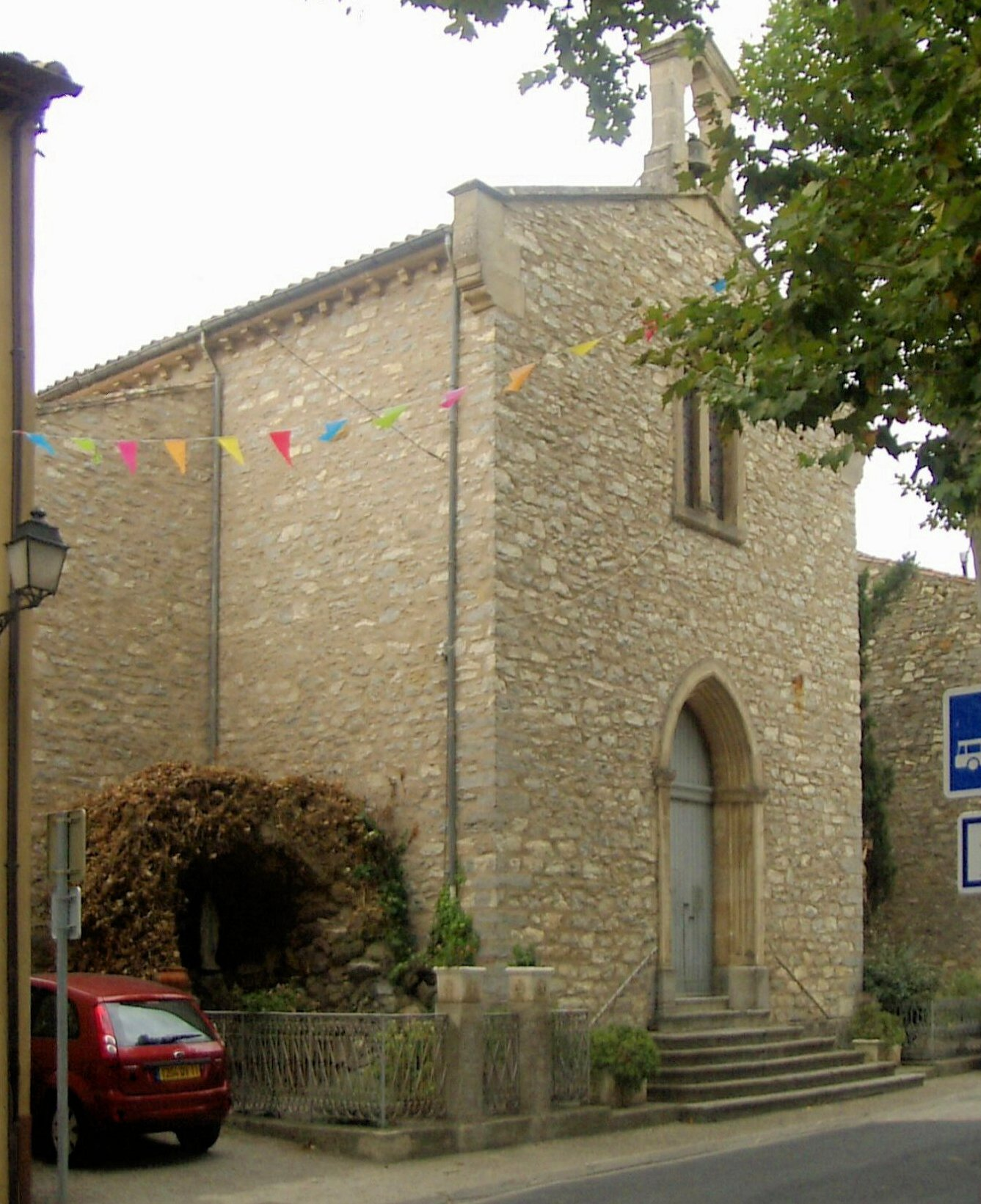
Kirche Saint-Saturnin in Villeneuve

## Bevölkerungsentwicklung
| Jahr      | 1962 | 1968 | 1975 | 1982 | 1990 | 1999 | 2007 | 2019 |
| Einwohner | 243  | 276  | 249  | 219  | 231  | 240  | 275  | 248  |